# Брајан Хед (Јута)
Брајан Хед (енгл. Brian Head) град је у америчкој савезној држави Јута.

## Демографија
По попису из 2010. године број становника је 83, што је 35 (-29,7%) становника мање него 2000. године.
| Група             | 2000.       | 2010.      |
| Белци             | 116 (98,3%) | 72 (86,7%) |
| Афроамериканци    | 1 (0,8%)    | 1 (1,2%)   |
| Азијати           | 0 (0,0%)    | 0 (0,0%)   |
| Хиспаноамериканци | 1 (0,8%)    | 10 (12,0%) |
| Укупно            | 118         | 83         |